# Indotritia vestigia
Indotritia vestigia är en kvalsterart som beskrevs av Wojciech Niedbała 2004. Indotritia vestigia ingår i släktet Indotritia och familjen Oribotritiidae. Inga underarter finns listade i Catalogue of Life.